# ГЕС-ГАЕС Оттенштейн
ГЕС-ГАЕС Оттенштейн — гідроелектростанція на півночі Австрії у провінції Нижня Австрія. Становить верхню ступінь у каскаді, розташована вище від ГЕС Добра.
У 1950-х роках на річці Камп (ліва притока Дунаю) спорудили декілька гребель. Аркова бетонна Оттенштейн, висотою 59 метрів та довжиною 240 метрів, утворила водосховище із площею поверхні 4,3 км2 та об'ємом 73 млн м3 (корисний об'єм — 51 млн м3). Так само аркова бетонна гребля Добра висотою 53 метри та довжиною 234 метри створила водосховище поверхні 1,5 км2 та корисним об'ємом 20 млн м3.
При греблі Оттенштейн розмістили машинний зал електростанції, обладнаний чотирма турбінами типу Френсіс потужністю по 12 МВт. Дві з них працюють у складі гідроагрегатів, які включають в себе насоси, що дозволяє виконувати функцію гідроакумуляції, використовуючи водосховище Добра як нижній резервуар.
Видача продукції відбувається по ЛЕП, що працює під напругою 110 кВ.